# 이바르 아센

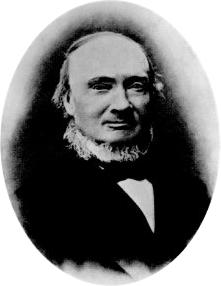

이바르 아센(Ivar Aasen, 본명: 이바르 안드레아스 아센, Ivar Andreas Aasen, 노르웨이어 발음: [ˈîːvɑr ˈòːsn̩], 1813년 8월 5일 ~ 1896년 9월 23일)은 노르웨이의 문헌학자, 사전 편집자, 극작가, 시인이었다. 그는 다양한 방언에서 노르웨이어 뉘노르스크의 두 가지 공식 서면 버전 중 하나를 조합한 것으로 가장 잘 알려져 있다.

## 배경
노르웨이 서해안의 순뫼레(Sunnmøre) 지구에 있는 외르스타(Ørsta, 당시 Ørsten)의 아센(Åsen)에서 이바르 안드레아스 아센(Iver Andreas Aasen)이라는 이름으로 태어났다. 작은 농장을 소유한 소작농이었던 그의 아버지 이바르 존슨(Ivar Jonsson)은 1826년에 사망했다. 어린 시절 이바르는 농사일을 하며 자랐지만 모든 여가 시간을 독서로 부지런히 키웠다. 그의 초기 관심은 식물학이었다. 열여덟 살 때 고향 교구에 초등학교를 열었다. 1833년에 라틴어를 습득했다. 점차적으로 그리고 무한한 인내와 집중으로 젊은 농민은 많은 언어를 마스터하고 언어 구조에 대한 과학적 연구를 시작했다. 이바르는 노르웨이가 "문학적" 언어가 될 새로운 언어를 단독으로 만들었다.